# Установка виробництва олефінів у Чанчжоу
Установка виробництва олефінів у Чанчжоу — виробництво нафтохімічної промисловості у приморській провінції Цзянсу.
У 2010-х роках в Китаї з'явилось чимало заводів по виробництву олефінів з метанолу, як інтегрованих у вуглехімічні комплекси, так і розрахованих на споживання придбаної на відкритому ринку сировини. Останні переважно розташовувались у приморських провінціях, що, за необхідності, полегшувало їм доступ до імпортного метанолу. Саме такою є установка в Чанчжоу, котра належить компанії Fund Energy.
Введена в експлуатацію в кінці 2016-го, вона розрахована на споживання 1 млн тон сировини з випуском 165 тисяч тон тон етилена та 165 тисяч тон пропілена. Останній в подальшому споживається розташованим на тому ж майданчику виробництвом поліпропілену, котре має річну потужність у 300 тисяч тон. Етилен призначений для продажу стороннім споживачам, наприклад, заводу етилен-пропілен-дієнового каучуку компанії LANXESS.